# Veljo Tormis
Veljo Tormis, né le 7 août 1930 à Kuusalu et mort le 21 janvier 2017) est un compositeur estonien considéré comme l'un des plus grands maîtres du chant choral actuel et comme l'un des plus importants en Estonie au XXe siècle.

## Biographie
Tormis a accès à une expérience de première qualité avec le chant choral dès son plus jeune âge. Son père était chef de chœur, organiste et professeur de musique. La joie du contraste des timbres donné par les jeux d'orgues peut également être mise en relation avec son orchestration des textures d'une chorale, une marque de son style arrivé à maturité.
Tormis commence son éducation musicale officielle en 1943 à l'école de musique de Tallinn, mais l'arrête à cause de la Seconde Guerre mondiale et parce qu'il était malade. En 1949, il entre au Conservatoire de Tallinn et continue ses études au Conservatoire de Moscou (1951-1956). Il acquiert rapidement une position de professeur à l'école de musique de Tallinn (1955-60) et au lycée musical de Tallinn (1962-66) mais à partir de 1969 il subvient de lui-même à ses besoins exclusivement en tant que compositeur indépendant.
À partir de ce moment jusqu'à ce qu'il arrête de composer en 2000 pour prendre sa retraite, Tormis compose plus de 500 chants choraux distincts, ainsi que des pièces instrumentales et vocales, des musiques de films et un opéra. Malgré la censure de plusieurs de ses travaux les plus politiquement provocateurs [réf. nécessaire] à la fin de la période 1970-1980, il reste un compositeur particulièrement joué dans toute l'ex-Union soviétique et l'Europe de l'Est. Ses travaux commencent à obtenir une vaste reconnaissance aux États-Unis (un pays qui avait traditionnellement peu conscience de la prééminence du chant choral dans la région de la Baltique).

## Œuvre
Son succès international est dû principalement à son corpus important de musique pour chœur, qui contient plus de 500 chants choraux, la plupart étant a cappella.
La vaste majorité de ces pièces est fondée sur d'anciens chants traditionnels nordiques (les regilaulud estoniens, le Kalevala finlandais, la tradition lituanienne), soit par le texte, par la mélodie ou simplement par le style.
Ses compositions sont souvent exécutées hors de l'Estonie. Raua needmine (malédiction sur le fer - 1972), mélange d'anciennes traditions chamanistes finnoises avec des références modernes, pour dénoncer le détournement du fer naturel en instrument de guerre et de destruction. Cette œuvre fut créée à Tartu le 6 mai 1973, par le chœur de l'orchestre de chambre de Tallinn sous la direction d'Arvo Ratassepp.
En 1987, une version filmée est créée par la Télévision Tchécoslovaque sous la direction de Tonu Kaljuste (tournée à Tabor en Bohême).
L'œuvre de Veljo Tormis fut jouée aussi bien à l'Ouest (Finlande, États-Unis) que dans le Bloc soviétique (Hongrie, Russie, Tchécoslovaquie).
Plus récemment, les travaux de Veljo Tormis ont été célébrés par des représentations dans le monde entier et par plusieurs enregistrements de Tõnu Kaljuste et du Chœur de chambre philharmonique estonien. Dans les années 1990, d'éminentes chorales a cappella de l'Ouest ont commencé à faire des commandes à Veljo Tormis, telles que les King's Singers et l'Hilliard Ensemble.
Veljo Tormis a notoirement dit de ses arrangements de mélodies et textes traditionnels : « Ce n'est pas moi qui utilise la musique folklorique, c'est la musique folklorique qui m'utilise,. » Son travail montre qu'il est convaincu que la musique traditionnelle estonienne et balto-finnoise représente un trésor qui doit être sauvegardé et nourri, et que la culture doit rester vivante au travers du chant : « ma musique c'est ni folklorique, ni de la world music. Il s'agit plutôt de préserver l'authenticité du matériel qui en est à la source, tout en réalisant un compromis avec les formes et les grilles d'aujourd'hui. En d'autres termes, de la musique chorale classique. »

## Pièces (sélection)
- Kihnu pulmalaulud (Chansons de mariage de l'île Kihnu), 1959
- Sügismaastikud (Paysages d'automne), 1964
- Eesti kalendrilaulud (Chansons du calendrier estonien), 1966-67
- Maarjamaa ballaad (Balade de la terre de Marie), 1967
- Raua needmine (Le fer maudit), 1972
- Kust tunnen kodu (Comment puis-je reconnaître ma patrie ?), 1973
- Haned kadunud (Les oies perdues), 1974
- Pikse litaania (Litanie au tonnerre), 1974
- Eesti ballaadid (Balades estoniennes), 1980
- Laulusild (Le pont d'une chanson), 1981
- Varjele, Jumalan soasta (Dieu, protège-nous de la guerre), 1984
- Unustatud rahvad (Les peuples oubliés), 1970-89
- Piispa ja pakana (L'évêque et le païen), 1992

## Prix et récompenses
- Prix d'Estonie soviétique (et), 1970, 1972
- Prix d'État de l'URSS, 1974
- Prix de la musique de la RSS d'Estonie, 1980, 1986
- Artiste du peuple de l'URSS, 1987
- Prix Gustav Ernesaksa de musique chorale, 1993
- Prix culturel de la république d'Estonie (et), 1995
- Ordre du Blason national d'Estonie de troisième classe, 1996
- Prix de la fondation nationale estonienne de la culture (et), 1998
- Prix de l'identité nationale, 2005
- Prix de la musique du conseil estonien de la musique (et), 2009
- Ordre du Blason national d'Estonie de première classe, 2010
- Prix des nuits noires, 2015
- Prix culturel du ministère des affaires étrangères, 2016